# Desinfestação
Desinfestação é feito quando se procura exterminar animais macroscópicos que possam se transformar em transmissores para o homem ou ambientes por falta de higienes. Ex. roedores (ex. ratos), insetos (ex, moscas, mosquitos, baratas), aracnídeos (ex, aranhas)